# Gabriela Carneiro da Cunha
Gabriela Almeida Carneiro da Cunha (Rio de Janeiro, 4 de maio de 1982) é uma atriz brasileira.
É prima do também ator Mateus Solano e da atriz e bailarina Juliana Carneiro da Cunha e da atriz Beatriz Carneiro da Cunha.

## Biografia
Após ficar insatisfeita com a carreira de empresária, ela resolveu fazer dois testes para as novelas Escrito nas Estrelas e Passione. Ela passou nos dois testes e resolveu fazer a novela das 8.
Em 2011 ganha mais destaque interpretando a caipira Raquel em Morde & Assopra.

## Filmografia

### Trabalhos na Televisão
| Ano  | Título          | Personagem                 | Nota                            |
| ---- | --------------- | -------------------------- | ------------------------------- |
| 2009 | Força-Tarefa    | Carol                      | Episódio: "Pais e Filhos"       |
| 2010 | Passione        | Cristina de Lima (Cris)    |                                 |
| 2011 | Morde & Assopra | Raquel Martins de Medeiros |                                 |
| 2013 | Beleza S/A      | Dra. Cleo                  |                                 |
| 2014 | Em Família      | Juliana Fernandes (jovem)  | Episódios: "3–8 de fevereiro"   |
| 2018 | Desnude         | Ângela                     | Episódio: "Sobre Ontem À Noite" |

### Trabalhos no Cinema
| Ano  | Título                         | Personagem          | Nota           |
| ---- | ------------------------------ | ------------------- | -------------- |
| 2010 | Só Mais um Filme de Amor       | —                   | Curta-metragem |
| 2012 | Ao Meio                        | Iara                | Curta-metragem |
| 2018 | Farol                          | —                   | Curta-metragem |
| 2019 | Laura Denver                   | Laura Denver        | Curta-metragem |
| 2019 | Deslembro                      | Militante           |                |
| 2020 | Breve Miragem de Sol           | Mulher misteriosa   |                |
| 2021 | Anna                           | —                   |                |
| 2024 | A Batalha da Rua Maria Antônia | Leda                |                |
| 2024 | Ainda Estou Aqui               | Nalu Paiva (adulta) |                |